# Michael Newton
Michael Newton (* 9. Dezember 1931 in Hollywood, Kalifornien; † 22. September 2016 in Grass Valley, Kalifornien) war ein US-amerikanischer Beratungspsychologe, staatlich geprüfter Hypnotherapeut, Mitglied der American Counseling Association (ACA) und Gründer des The Michael Newton Institute for Life Between Lives Hypnotherapy (TNI), in dem eine von ihm entwickelte Form der Reinkarnationstherapie gelehrt wird. Er ging nicht nur von der Existenz früherer Leben aus, sondern konzentriert sich in seiner Technik der Rückführung unter Hypnose auf Zeiten in der jenseitigen Welt zwischen den Leben. Er war Autor einer Reihe von Büchern über Fallstudien zu Rückführungen in frühere Leben und zur Reinkarnationstherapie. Seine Bücher waren Bestseller und wurden in 30 Sprachen übersetzt.

## Tätigkeit
Die therapeutische Methode von Michael Newton basierte auf psychologische Beratung und Verhaltensmodifikation und sollte Menschen dabei helfen in Kontakt mit ihrer Seele bzw. ihrem Höheren Selbst zu gelangen, um so eine Lösung für zumeist tiefgründige Probleme oder eine neue Lebensausrichtung zu finden. Er konzentrierte sich in seinen Rückführungen insbesondere auf das Leben seiner Patienten in einer hypothetisch angenommenen geistigen Welt zwischen den Leben und ihre spirituelle Entwicklung. Er hatte während seiner mehr als 30-jährigen Praxis in parawissenschaftlichen Studien eine sogenannte "Landkarte" der geistigen Welt erarbeitet, in der wir nach dem Tod und vor einem neuen Leben existieren sollen. In seiner Literatur beschrieb Michael Newton die Erfahrungen seiner Patienten und das Leben in der geistigen Welt.
Neben der Arbeit in seiner Privatpraxis in Los Angeles war er lange Zeit Dozent an höheren Bildungseinrichtungen. In zahlreichen Radio- und Fernsehsendungen brachte er der Öffentlichkeit seine persönlichen Annahmen, was eine unsterbliche Seele und die geistige Welt angeht, nahe.
Er galt als Pionier der Erforschung der Geheimnisse des Lebens nach dem Tod. Nachdem Michael Newton sich zur Ruhe gesetzt hatte, bildete er durch das von ihm gegründete Institut internationale Hypnotherapeuten in seiner Rückführungstechnik aus.

## The Michael Newton Institute for Life Between Lives Hypnotherapy
Im Jahre 2002 wurde die Society for Spiritual Regression (SSR) (Gesellschaft für Spirituelle Rückführung) gegründet, die 2006 in The Michael Newton Institute for Life Between Lives Hypnotherapy (TNI) umbenannt wurde. Das Newton Institut bildet erfahrene Hypnotherapeuten in seiner Rückführungstechnik aus. In vielen Ländern werden Rückführungstherapien nach Michael Newton angeboten.

## Schriften
- Die Reisen der Seele: Karmische Fallstudien. 1994. 10. Auflage: Astrodata, 2009, ISBN 978-3907029503.
- Die Abenteuer der Seelen: Neue Fallstudien zum Leben zwischen den Leben. 2000. 4. Auflage: Astrodata, 2009, ISBN 978-3907029718.
- Leben zwischen den Leben: Die Hypnotherapie zur spirituellen Rückführung. 2004. 2. Auflage: Artha, 2009, ISBN 978-3907029770.
- Erinnerungen aus dem Zwischenreich: Leben zwischen den Leben. Erzählungen persönlicher Transformation. Astrodata, 2009, ISBN 978-3907029824.